# Leon Šarc
Leon Šarc (* 28. Mai 1996 in Ljubljana) ist ein slowenischer Nordischer Kombinierer.

## Werdegang
Leon Šarc startete auf internationaler Ebene zum ersten Mal am 15. und 16. Dezember 2012 im Rahmen des Alpencups der Nordischen Kombination in Seefeld in Tirol, wo er den 56. und 43. Platz belegte. Seitdem folgten regelmäßig weitere Wettbewerbsteilnahmen, wobei sein bestes Karriereresultat im Alpencup ein 13. Platz im Februar 2016 in Planica war. Šarc debütierte im Rahmen eines Wettkampfs am  25. Januar 2015 in Planica im Continental Cup, bei dem er den 37. Platz erreichte. In der Folge kam es in den Jahren darauf zu weiteren Continental-Cup-Teilnahmen. Zwei Jahre später holte er im Januar 2017 im norwegischen Høydalsmo mit ersten Top-30-Platzierungen seine ersten Continental-Cup-Punkte. Seine beste Continental-Cup-Platzierung war im Einzel ein 15. Platz am 4. Februar 2018 in Planica.
Am 27. und 28. August 2016 debütierte Šarc in Oberwiesenthal im Grand Prix, wo er den 19. und letzten Platz zusammen mit Jaka Matko im Teamsprint und den 51. Platz im Einzelwettbewerb belegte. Seine ersten Grand-Prix-Punkte erreichte er mit einem 29. Platz beim Wettbewerb in Planica am 30. September 2017. Am 27. Januar 2017 startete Šarc schließlich in Seefeld erstmals im Weltcup; hier wurde er 50. Einige weitere Weltcupteilnahmen folgten, bei denen er jedoch keine Top-30-Platzierungen erreichen konnte. Im März 2018 bestritt Šarc seine letzten Wettbewerbsteilnahmen.
Seit 2019 nimmt er für den Verein Kolesarski klub Nova Gorica an Radrennen teil.

## Statistik

### Grand-Prix-Platzierungen
| Saison | Platz | Punkte |
| ------ | ----- | ------ |
| 2017   | 63.   | 002    |

### Continental-Cup-Platzierungen
| Saison  | Platz | Punkte |
| ------- | ----- | ------ |
| 2016/17 | 72.   | 024    |
| 2017/18 | 59.   | 049    |